# ASEAN Investment Area
ASEAN Investment Area (AIA) ist ein Vertrag zwischen Mitgliedstaaten der Association of Southeast Asian Nations (ASEAN) um gegenseitige Direktinvestitionen zu fördern. 
Wie auch die ASEAN-Freihandelszone ist es eines der Abkommen, um eine ASEAN Economic Community (ASEAN-Wirtschaftsgemeinschaft) zu gründen. 
Der Vertrag wurde am 7. Oktober 1998 in Makati von Brunei, Indonesien, Laos, Malaysia, Myanmar, Philippinen, Singapur, Thailand und Vietnam unterzeichnet. Kambodscha ist dem Vertrag später beigetreten. Am 14. September 2001 wurde in Hanoi ein Zusatzabkommen für die ASEAN Investment Area geschlossen.